# Düsseldorf-Seestern

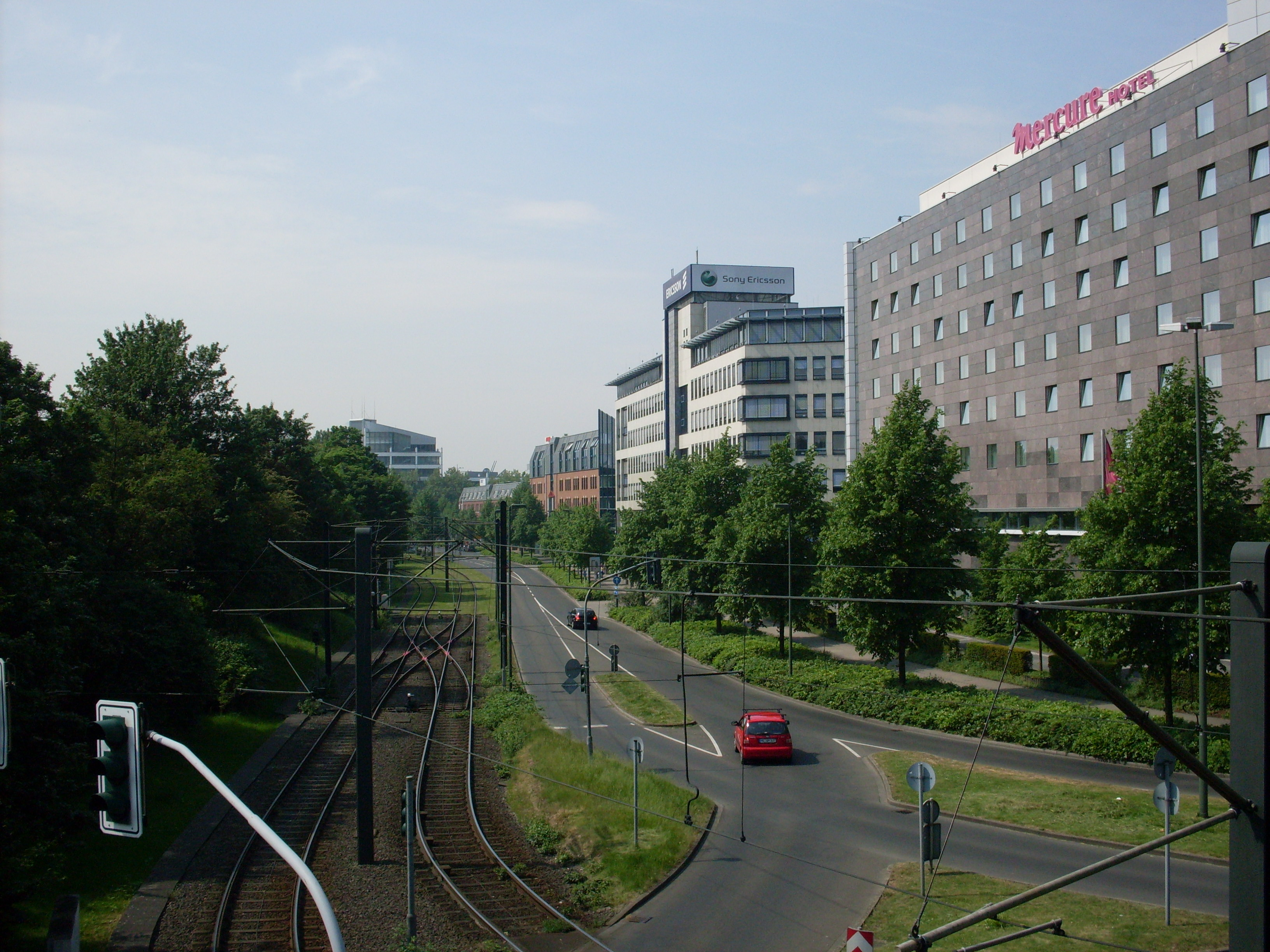
Bürostandort Seestern

Düsseldorf-Seestern, auch bekannt als Am Seestern, ist ein großes Bürogebiet und Entlastungszentrum in der nordrhein-westfälischen Landeshauptstadt Düsseldorf. Der Name leitet sich ab vom sternförmigen Grundriss der Verknüpfung der Düsseldorfer Stadtautobahn (B 7) mit der Lütticher Straße. Der Bürostandort befindet sich im Düsseldorfer Stadtteil Lörick an der Grenze zum Stadtteil Niederkassel.

## Geschichte
Der Standort am Seestern wurde als zweites City-Entlastungsgebiet der Landeshauptstadt nach dem Kennedydamm geplant, um die Düsseldorfer Innenstadt von weiteren großen Bürobauten zu befreien.
Das erste Verwaltungsgebäude wurde 1961 von der Düsseldorfer Kaufhauskette Horten nach amerikanischem Vorbild errichtet (Horten-Hauptverwaltungsgebäude, Am Seestern 3). In den Jahren darauf geriet die Bebauung bis 1970 ins Stocken. Dann folgten erstmals Hotels. In den Folgejahren wurden markante Gebäude gebaut, u. a. das Euro-Center I & II, die Sternplaza sowie der Hansastern.
Im Januar 2010 gründete sich die Standortinitiative Seestern Düsseldorf e. V., um den Standort weiterzuentwickeln und die Vorzüge des Büroviertels hervorzuheben. Diese bestehen neben der Verkehrsanbindung zu Messe und Flughafen auch darin, dass der Seestern keine isolierte Bürostadt auf der grünen Wiese ist, sondern dass die Beschäftigten zu Fuß schnell in der gewachsenen Vorstadt sind.
Von 2013 bis 2017 wurden 400 Millionen Euro in das Areal investiert. Viele Projekte konnten sich dadurch dem Denkmalschutz widmen. Beispielsweise wurde für 25 Millionen Euro die inzwischen denkmalgeschützte frühere Horten-Zentrale durch die Fondsgesellschaft Union Investment restauriert. 2015 bezog die Telekom den restaurierten Bürokomplex, zu dem ein ebenfalls denkmalgeschützter Park gehört.

## Lage

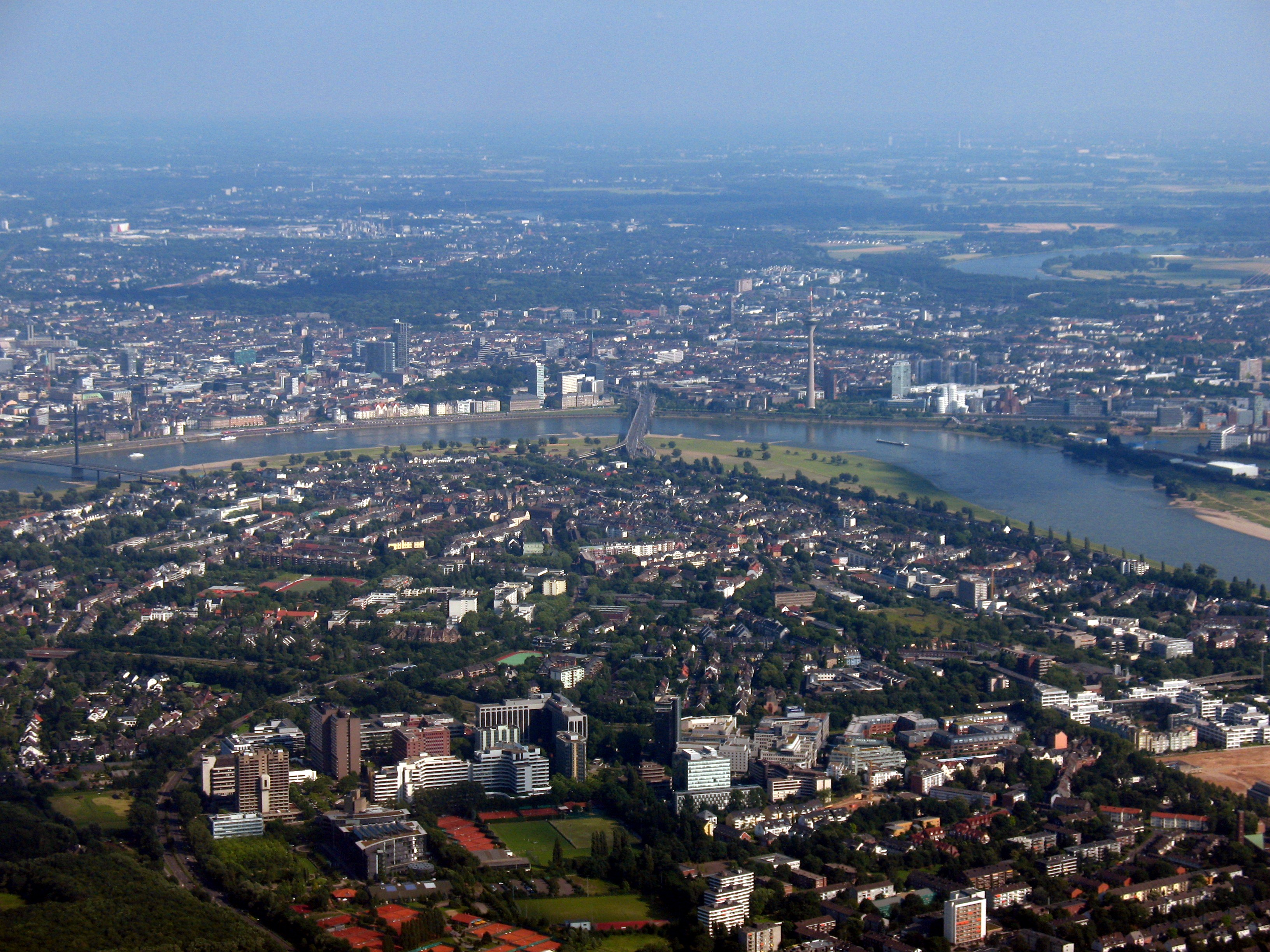
Teile des Bürogebiets unten links, Juni 2008

Das eigentliche Bürogebiet Düsseldorf-Seestern liegt zwischen der Lütticher Straße, der Brüsseler Straße und dem nördlichen Teil der Hansaallee.
Mit den Jahren reichte das Gebiet nicht mehr aus, weshalb es um einen Teil südlich der Hansaallee, zwischen Prinzenallee/Brüsseler Straße und dem Heerdter Lohweg, erweitert wurde. Einige Gebäude befinden sich an der Straße Am Albertussee.
Das Gebiet erfreut sich großer Beliebtheit, da die Fahrtwege zur Messe und zum Flughafen verglichen mit anderen Bürostandorten relativ kurz sind.
Adressen am Seestern fallen in den Postleitzahlenbereich 40547–40549.

## Bebauung

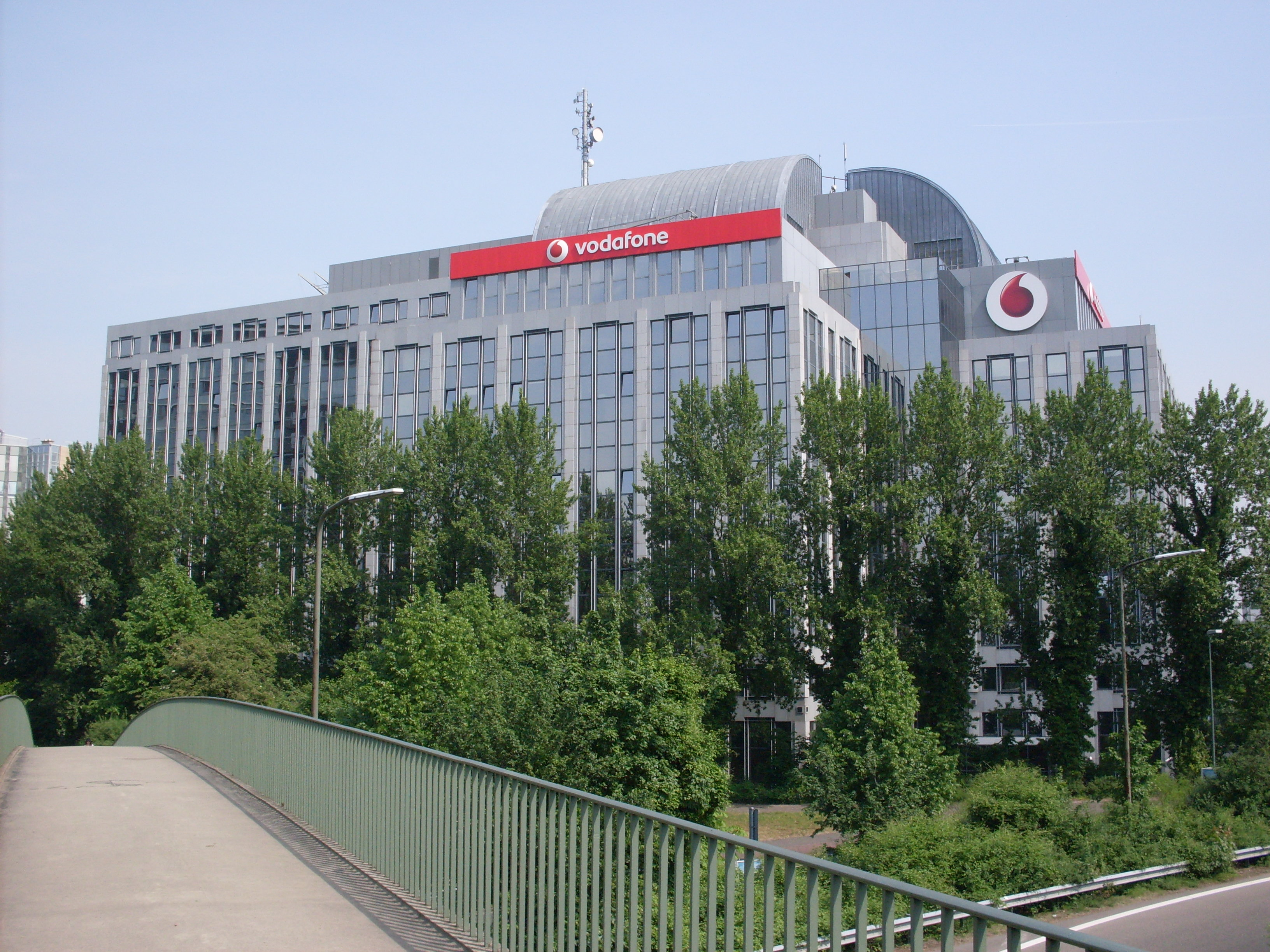
Ehemalige Vodafone-Zentrale im Gebäude X-Cite

Die Bruttogeschossfläche der Büros und Hotels beträgt 520.000 m² und ist neben dem Bürogebiet Kennedydamm an der Kaiserswerther Straße das zweitgrößte der Stadt. Am Seestern befinden sich rund 5,5 % der Büroflächen in Düsseldorf sowie 9 % der Übernachtungskapazitäten.
Die durchschnittliche Bürobruttonutzfläche beträgt 10.000 bis 25.000 m². Viele namhafte Firmen haben sich am Seestern niedergelassen und beschäftigen dort rund 10.000 Personen. Beispiele sind Huawei, CGI Group, Ericsson, HP, Level 3, Vodafone Deutschland, amdocs, planetactive, MCI Worldcom und Avaya.
Mit der Zeit ist der Seestern auch zu einem wichtigen Hotelstandort geworden. Aktuell befinden sich dort fünf Hotels (Mercure, Novotel, Courtyard, Lindner und Innside) mit insgesamt rund 1500 Betten.

## Verkehr
Das Bürogebiet ist verkehrstechnisch bestens erschlossen.
Die Brüsseler Straße (B 7) kommt von Osten über die Theodor-Heuss-Brücke, verläuft am Seestern als autobahnähnlich ausgebaute Hochstraße in Richtung Westen und wird später zur A 52. Anschluss an die Brüsseler Straße besteht über die Lütticher Straße, welche sie östlich des Gebiets kreuzt.
Seit 1991 hat das Gebiet auch einen eigenen Anschluss an die Stadtbahn Düsseldorf: die Linie U77 zweigt an der Station Prinzenallee von der Hansaallee ab und führt parallel zur Brüsseler Straße bis zur Endstation Am Seestern. Die U77 verkehrt Wochentags und Samstags im 10-Minuten-Takt vom Seestern über die Innenstadt und den Hauptbahnhof bis in den östlichen Stadtteil Lierenfeld.